# Pterolophia paramulticarinata
Pterolophia paramulticarinata är en skalbaggsart som beskrevs av Stefan von Breuning 1977. Pterolophia paramulticarinata ingår i släktet Pterolophia och familjen långhorningar. Inga underarter finns listade i Catalogue of Life.